# De tre parallelle floder
De tre parallelle floder er en nationalpark i provinsen Yunnan i Kina. Det beskyttede område, som består af 15 mindre kerneområder med bufferzoner omkring, udvalgtes af Unesco til verdensarvsområde i 2003. Navnet kommer af at det området ligger i en egn hvor tre store floder Yangtze, Mekong og Salween løber næsten parallelt med hinanden.
Topografien i området er meget varieret. Floderne er adskilt af bjergområder, hvor de højeste toppe er over 6.000 meter. I bjergene findes kløfter, hvoraf nogle er 3.000 meter dybe. Karstaflejringer findes også visse steder i området. Regnmængden varierer fra omkring 4.600 millimeter til 300 millimeter per år.
I dalene er skove, med både løvskov og nåleskov. Vegetationen er artrig og der findes omkring 6.000 kendte plantearter , hvoraf flere er endemiske for området. Mere end 200 forskellige arter af rhododendron vokser i området, ligeom cirka 100 arter af ensian og kodriver. Faunaen indeholder flere sjældne arter, som sorthalset trane og rød panda. Sammenlagt findes der i området 173 kendte arter af pattedyr og 417 kendte fuglearter.
Foruden sine naturværdier er verdensarvsområdet også interessant fra et kulturelt synspunkt, eftersom mange forskellige etniske grupper bor her, såsom bai, derung, li, nakhi, nufolket og tibetanere.